# UEFA Champions League 2006/07 (1/8 finale) Valencia CF - Internazionale
Deze pagina is een subpagina van het artikel UEFA Champions League 2006/07. Hierin wordt de wedstrijd in de 1/8 finale tussen Valencia CF en Internazionale gespeeld op 6 maart nader uitgelicht.

## Wedstrijdgegevens
| Datum                | 6 maart 2007                                | 6 maart 2007                                |
| Stadion              | Estadio Mestalla, Valencia                  | Estadio Mestalla, Valencia                  |
| Toeschouwers         | 35.000                                      | 35.000                                      |
| Scheidsrechter       | Wolfgang Stark GER                          | Wolfgang Stark GER                          |
| Assistenten          | Jan-Hendrik Salver GER Sönke Glindemann GER | Jan-Hendrik Salver GER Sönke Glindemann GER |
| Vierde man           | Manuel Gräfe GER                            | Manuel Gräfe GER                            |
| Man van de wedstrijd | David Villa (Valencia CF)                   | David Villa (Valencia CF)                   |
|                      | Valencia CF                                 | Internazionale                              |
| Doelpunten           | 0                                           | 0                                           |
| Gele kaarten         | 2                                           | 4                                           |
| Rode kaarten         | 0                                           | 0                                           |
| Wissels              | 3                                           | 3                                           |
| Schoten op doel      | 4                                           | 2                                           |
| Schoten naast doel   | 11                                          | 4                                           |
| Overtredingen        | 15                                          | 18                                          |
| Hoekschoppen         | 5                                           | 2                                           |
| Buitenspel           | 1                                           | 5                                           |
| Strafschoppen        | 0                                           | 0                                           |
| Balbezit (tijd)      | 27 min                                      | 26 min                                      |
| Balbezit (%)         | 50%                                         | 50%                                         |

| Valencia CF | 0-0            | Internazionale |
| | goals (assist) | |
| Quique Sánchez Flores | coach          | Roberto Mancini |
| Santiago Cañizares Luis Miguel Roberto Ayala Carlos Marchena David Villa Rubén Baraja ( 38') Fernando Morientes ( 67') Miguel Ángel Angulo ( 77') Raúl Albiol David Silva Emiliano Moretti | Opstellingen   | Júlio César Iván Córdoba Javier Zanetti Dejan Stanković Maxwell ( 65') Zlatan Ibrahimović Maicon Olivier Dacourt ( 64') Nicolás Burdisso Hernán Crespo ( 58') Marco Materazzi |
| Hugo Viana ( 38') Vicente Rodríguez ( 67') Joaquín Sánchez ( 77') | Wissels        | Julio Cruz ( 58') Luís Figo ( 64') Fabio Grosso ( 75') |
| 30' Santiago Cañizares 69' Miguel Ángel Angulo | gele kaarten   | 30' Zlatan Ibrahimović 73' Marco Materazzi 79' Iván Córdoba 88' Maicon |
| | rode kaarten   | |

## Nabeschouwing
Over de twee wedstrijden was het 2-2 maar Valencia scoorde meer doelpunten uit. Hierdoor ging Valencia dan ook naar de kwartfinale.